# Herleif
Herleif (latín: Herleifus, nórdico antiguo: Hær-Leifr) es uno de los primeros semi-legendarios reyes de los reinos vikingos de Dinamarca conocido por la versión en latín de la saga Skjöldunga de Arngrímur Jónsson. Según la saga era hijo de Frodo I y padre de Havardus (hinn handramme) y Leifus (hinn frekne). Supuestamente también «dejó atrás muchos hijos» pero sus nombres no se han registrado y se excluyen de las líneas convencionales de sucesión.

## Etimología
Originalmente, Herleif se llamaba simplemente Leif (Leifus) como su abuelo, pero fue apodado Herleif por su coraje en el campo de batalla. Herleif deriva del nórdico antiguo "hær" (ejército) y "leifr"  (heredero o descendiente). Durante su reinado, la paz y la tranquilidad dieron paso a la guerra y las expediciones vikingas de pillaje. La saga no especifica como murió pero menciona que le sucedió su hijo Havardus.